# 头孢烯

头孢菌素的核心结构

头霉素的核心结构

头孢烯（英語：cephems）即2,3-脱氢头孢烷，是一类具有头孢菌素主核的不饱和β-内酰胺抗生素，其核心结构包括有一个β-内酰胺四元环和含硫的不饱和六元环，结构上分为头孢菌素和头霉素两类，头霉素比头孢菌素多一个7号位置上的甲氧基。